# ドラグーンマイト
『ドラグーンマイト』（Dragoon Might）は、コナミが1995年に稼動をしたアーケードゲーム。ジャンルは2D型対戦型格闘ゲーム。

## ストーリー
世界中に散らばった「龍の刻印」のかけらを集めるとどんな願いでもかなうと言われている。歴史は繰り返され、「龍の刻印」をかけたバトルが始まった。

## 概要
登場キャラクターは全員「龍の刻印」を所持しており、全ての相手を倒して刻印を完成させることが目的。キャラクターの操作は八方向レバーと攻撃ボタン6個（弱パンチ、中パンチ、強パンチ、弱キック、中キック、強キック）を使う。1対1で戦うシングルモードと3人ずつチームを組んで闘うチームモードがある。

## システム
ボンバー技
体力を消費して出す強力な必殺技。
スーパーボンバー技
いわゆる超必殺技で、体力が点滅時に使用可能。
飛び移り
キックボタン3つ同時押しで出る完全無敵の回避動作。動作中、ステージ奥にあるラインを飛び移る。
ダウン追い打ち
ダウンしている相手を攻撃する。
移動起き上がり
前または後ろに移動しながら起き上がる。

## 登場キャラクター
ヤマト
声 - 塩沢兼人
本作の主人公。日本刀を使う戦士。
エンディングはパチンコを打っているものであり、当たりが出ないのでやけになってスーパーボンバー技でパチンコ台を破壊している。
つぐみ
声 - 鶴ひろみ
天狗の血を引く巫女。世界の平和を守るために刻印を集める。扇を使う。
木霊〔こだま〕
声 - 江川央生
真田家に仕える忍者。使用キャラクター中、唯一素手で戦う。
鉄仮面〔てっかめん〕
声 - 塩沢兼人
覆面をした忍者で、殺人鬼のような性格を持つ。鉤爪と三日月の形をした刃物を使う。
レジー
声 - 田中一成
厳つい顔をした地下プロレスのレスラー。弟のために表舞台に上がるために刻印を集める。ジャックナイフを使う。
レイラ
声 - 鶴ひろみ
トンファーを使う女性ファイターで、病気の母を救うために刻印を集める。
雷庵〔らいあん〕
声 - 塩沢兼人
美形の男だが、実は物欲の激しい破戒僧。錫杖を使う。
酔虎〔すいこ〕
声 - 江川央生
雷庵と同じく破戒僧で、食欲が激しい男。巨大な数珠を使う。
ドレイク
声 - 田中一成
槍を使うキザな男。
猿丸〔さるまる〕
声 - 田中一成
猿山のボス。巨大な刃のついたサンダルを使う。関西弁で喋る。
ザック
声 - 鶴ひろみ
ツヴァイハンダーを使う少年。
ジャオウ
声 - 江川央生
漆黒の鎧をまとった巨大な戦士。刃のついたヨーヨーを使う。
ドグマ
声 - 江川央生
本作のボスキャラクター。
CPU専用キャラクターで、チームバトルモード時に登場する際も1人で登場する。

## その他
- 本作のデザイナースタッフは、全て名前に「MZD」を冠した名前を名乗っており、その内の1人であったデザイナー「MZD MOMMY」が、1998年の稼動から現在も続く音楽ゲーム『pop'n music』シリーズの第1作のトータルデザインを手がけた。そのことから、彼をモデルにしたキャラクター「MZD」が生まれ、「ポップンワールドの神」と設定されている。

- 『ボンバーガール』の没キャラクターにつぐみをモチーフにしたキャラクター「紅」があった。ボツになった理由は「身長が242.4cmありそう」だからとのこと[1]。しかし2024年9月19日より、「カラスバ・ヒイロ」というキャラクターの実装が発表された。こちらは正式につぐみをモチーフにしており、設定が没になった紅と似ているが、参考にしたのかは明かされていない[2]。